# Epiphora albida
Epiphora albida är en fjärilsart som beskrevs av Druce 1886. Epiphora albida ingår i släktet Epiphora och familjen påfågelsspinnare. Inga underarter finns listade i Catalogue of Life.

## Bildgalleri

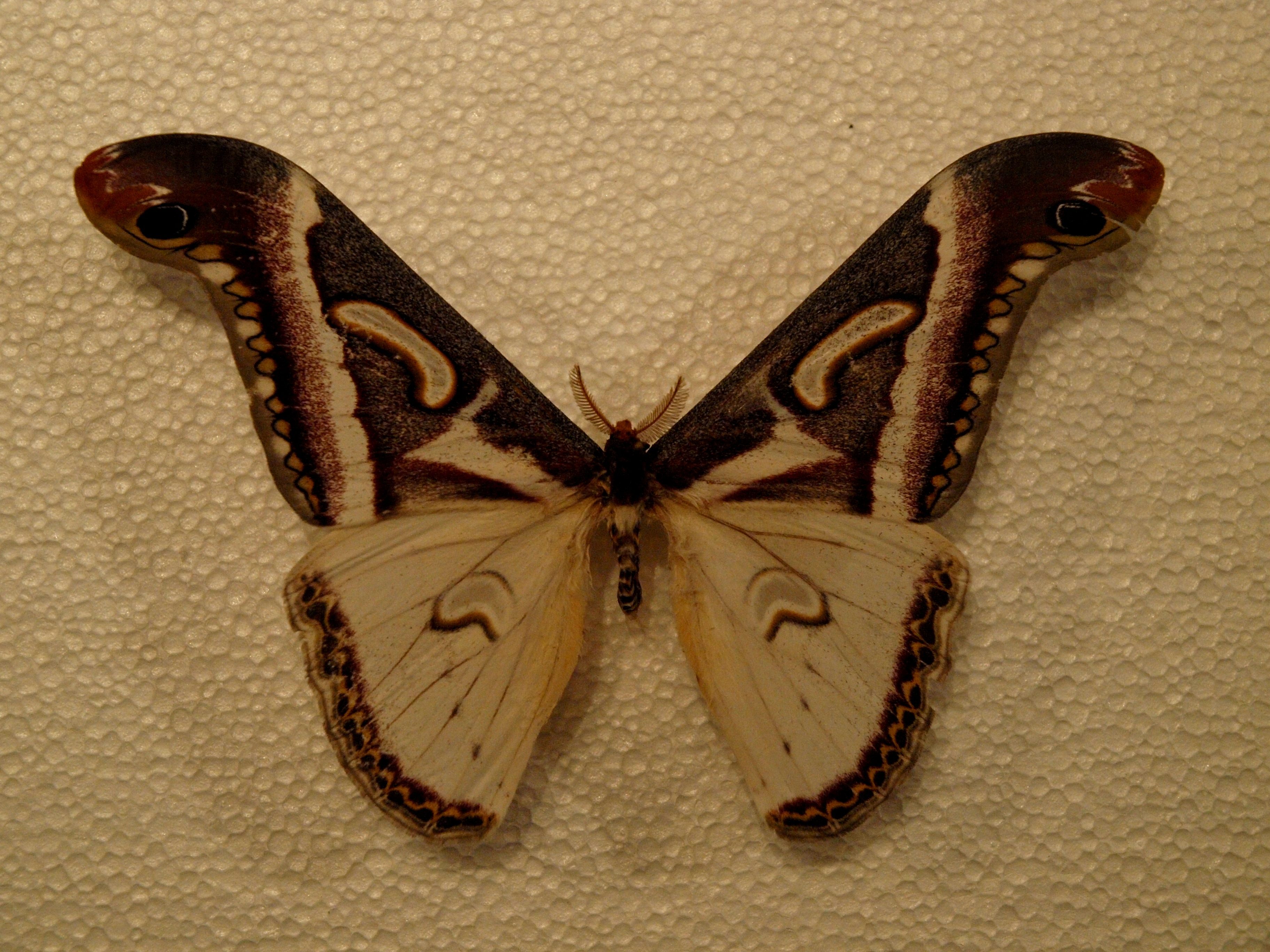